# 突山郡
突山郡（トルサンぐん、とつざんぐん、朝鮮語: 돌산군）は、大韓民国全羅南道東南部にあった郡である。1914年の郡面統合で消滅した。

## 年表
- 538年（百済 聖王 16年）突山県を設置。
- 757年（新羅 景徳王 16年）廬山県に改称し、昇平郡の領県となった。
- 940年（高麗 太祖 23年）突山県に再改名。
- 1018年（高麗 顕宗 9年）順天郡に編入されて廃止。
- 1488年（李氏朝鮮 成宗 19年）突山島に防踏鎮を設置し、麗水にある全羅左道水軍節度使営の下に置かれる。
- 1895年 防踏鎮廃止。
- 1896年 興陽郡・楽安郡・順天郡・光陽郡にそれぞれ所属する69の島を統合し、羅州府突山郡を新設、8面を設置。[1]
- 1896年8月 全羅南道突山郡に再編。[2]
- 1897年 一部を新設の麗水郡に編入。[3]
- 1914年4月 郡面統合により突山郡が廃止される。

## 管轄区域
1896年から1914年までの間には斗南面・南面・華蓋面・玉井面・三山面・太仁面・蓬莱面・錦山面の8面を管轄していた。
廃止した時、斗南面・南面・華蓋面・玉井面・三山面は麗水郡に、蓬莱面・錦山面は高興郡に、太仁面は光陽郡にそれぞれ編入した。
過去突山郡の中心地だった斗南面は、1917年に突山面に改称されたが、1980年に突山邑に昇格した。1998年に麗川郡が麗水市に統合されたことにより、旧突山郡域の殆どが麗水市に属した。